# Стефания Армянская
Стефания также известная как Рита (после 1195—1220) — принцесса Киликии, позже королева Иерусалима. Происходила из династии Рубенидов. Дочь правителя Киликийского армянского царства Левона II и его первой жены Изабеллы Антиохийской.

## Биография
Стефания ориентировочно родилась после 1195 года, в семье армянского царя Левона II из рода Рубенидов и его первой жены, антиохийской принцессы Изабеллы. Когда Стефании было 10 лет умерла её мать, после чего её отец Левон II женился во второй раз.
В апреле 1214 года Стефания вышла замуж за Иоанна де Бриенна, недавно похоронившего свою жену Марию. Последняя приходилась сестрой мачехи Стефании. В 1216 году, спустя два года после вступления в брак, Стефания родила сына — Жана.
В 1219 году, умирает царь Левон II. Через год, после провала крестового похода, в 1220 году муж Стефании Иоанн де Бриенн намеревался прибыть в Киликию требовать права на трон армянского царства. Однако Стефания и её сын скончались, прежде чем тот достиг берегов Киликии. После смерти жены и сына Иоанн больше не претендовал на армянский трон